# منتخب باكستان لكرة الطائرة للرجال
منتخب باكستان لكرة الطائرة للرجال (بالإنجليزية: Pakistan men's national volleyball team)‏ هو ممثل باكستان الرسمي في المنافسات الدولية في كرة طائرة في فئة كرة الطائرة للرجال.